# Huh Jung-moo
Huh Jung-moo (en hangul, 허정무; en hanja, 許 丁茂; nacido el 13 de enero de 1955 en Jindo, Jeolla del Sur) es un exfutbolista y actual entrenador surcoreano. Jugaba de centrocampista y su último club fue el Hyundai Horang-i de Corea del Sur. Actualmente es presidente de Daejeon Hana Citizen y de la Gyeonggi FA. Fue el seleccionador nacional de Corea del Sur entre 2007 y 2010.
Uno de los goles más memorables de Huh fue anotado contra Japón en el último partido de la fase de clasificación asiática para la Copa Mundial de la FIFA 1986. Corea del Sur había ganado 2-1 en la ida, de forma tal que el tanto de Huh fue suficiente para poner fin a 32 años de ausencia de los surcoreanos en la Copa Mundial de Fútbol. Así, se inició una racha de nueve participaciones consecutivas de los Guerreros Taeguk en la fase final mundialista, el hito más importante para cualquier equipo nacional de Asia.

## Carrera

### Como futbolista
Huh jugó en el PSV Eindhoven y en el Hyundai Horang-i como mediocampista. Debido a su estilo de juego duro y enérgico, fue apodado como Jindogae, la raza de perro cazador originaria de su ciudad natal, Isla Jindo. Como uno de los pocos jugadores coreanos que jugaba en Europa en 1980, se le comparaba a menudo con Cha Bum-Kun que había estado jugando en Alemania.
Fue miembro del equipo de Corea del Sur en la Copa del Mundo 1986. En el partido contra Italia marcó un gol.

### Como entrenador
Huh ya ha entrenado a la Corea del Sur dos veces anteriormente, así como a Pohang Steelers y a Chunnam Dragons. Su equipo ganó la Korean FA Cup en 2006 y 2007.
Su primer período como seleccionador nacional surcoreano, fue de carácter temporal. En 1998, fue nombrado por segunda vez. Dio protagonismo a algunos jugadores jóvenes sin nombre en lugar de jugadores estrella. Esto provocó duras críticas en su contra. Tras sus fracasos en la Juegos Asiáticos de 1998 y Juegos Olímpicos de 2000, fue reemplazado por Guus Hiddink.
Con el gran éxito de Hiddink en la Copa Mundial FIFA 2002 que se celebró en Corea del Sur, la KFA había nombrado, sucesivamente, a entrenadores extranjeros, Humberto Coelho, Jo Bonfrere, Dick Advocaat , y Pim Verbeek. Sin embargo, no podueron acercarse a la exitosa etapa de Hiddink.
Mientras tanto, la crítica de llevar a la selección a "jugadores anónimos" llevados por Huh se convirtieron en jugadores estrella. Park Ji-Sung, una vez que el jugador más impopular durante el período de Huh, se convirtió en el jugador con más calidad de Asia. Lee Young-Pyo y Seol Ki-hyeon también se convirtió en jugadores destacados. El éxito de los antiguos jugadores de Huh, y de Chunnam Dragons lo revalorizaron para ser el nuevo candidato a dirigir el equipo nacional. Y Huh inició en diciembre de 2007 su tercera etapa al frente de la selección nacional, después que otros candidatos como Mick McCarthy y Gérard Houllier rechazaran el puesto.
Huh consiguió clasificar al equipo para Copa del Mundo 2010. En noviembre de 2009, ganó el premio a Mejor Entrenador del Año, llevando a Corea del Sur a una racha de 27 partidos consecutivos sin conocer la derrota. En el certamen realizado en Sudáfrica, Corea del Sur clasificó por segunda vez en su historia a octavos de final, cayendo 2-1 frente a Uruguay. A pesar del buen resultado y el respaldo de los directivos, Jung-Moo renunció a su cargo el 2 de julio de 2010 por las críticas provenientes de usuarios de Internet a su trabajo.

## Trayectoria

### Clubes como futbolista
| Club                        | País          | Año       |
| --------------------------- | ------------- | --------- |
| Korea Electric Power        | Corea del Sur | 1978-1980 |
| ROK Navy (servicio militar) | Corea del Sur | 1978-1980 |
| PSV Eindhoven               | Países Bajos  | 1980-1983 |
| Hyundai Horang-i            | Corea del Sur | 1984-1986 |

### Selección nacional como futbolista
| Selección | País          | Año       |
| --------- | ------------- | --------- |
| Sub-20    | Corea del Sur | 1973-1974 |
| Absoluta  | Corea del Sur | 1974-1986 |

### Clubes como entrenador
| Club                             | País          | Año       |
| -------------------------------- | ------------- | --------- |
| POSCO Atoms (asistente)          | Corea del Sur | 1991-1992 |
| POSCO Atoms / Pohang Atoms       | Corea del Sur | 1993-1995 |
| Chunnam Dragons                  | Corea del Sur | 1996-1998 |
| Chunnam Dragons                  | Corea del Sur | 2005-2007 |
| Incheon United                   | Corea del Sur | 2010-2012 |
| Daejeon Hana Citizen (asistente) | Corea del Sur | 2014      |

### Selección nacional como entrenador
| Selección            | País          | Año       |
| -------------------- | ------------- | --------- |
| Absoluta (asistente) | Corea del Sur | 1989-1990 |
| Absoluta (asistente) | Corea del Sur | 1993-1994 |
| Absoluta             | Corea del Sur | 1995      |
| Absoluta             | Corea del Sur | 1998-2000 |
| Sub-23               | Corea del Sur | 1998-2000 |
| Absoluta (asistente) | Corea del Sur | 2004      |
| Absoluta             | Corea del Sur | 2008-2010 |

### Clubes como dirigente
| Club                              | País          | Año       |
| --------------------------------- | ------------- | --------- |
| KFA (vicepresidente)              | Corea del Sur | 2013-2014 |
| K League (vicepresidente)         | Corea del Sur | 2015-2019 |
| Gyeonggi FA (presidente)          | Corea del Sur | 2015      |
| Gyeonggi FA (vicepresidente)      | Corea del Sur | 2016-2019 |
| Daejeon Hana Citizen (presidente) | Corea del Sur | 2020-2022 |

## Estadísticas

### Como futbolista

#### Clubes
Fuente:
| Club                        | Año           | Liga           | Liga  | Liga  | Copa Nacional | Copa Nacional | Copa de la Liga | Copa de la Liga | Continental | Continental | Otros | Otros | Total | Total |
| Club                        | Año           | División       | Part. | Goles | Part.         | Goles         | Part.           | Goles           | Part.       | Goles       | Part. | Goles | Part. | Goles |
| --------------------------- | ------------- | -------------- | ----- | ----- | ------------- | ------------- | --------------- | --------------- | ----------- | ----------- | ----- | ----- | ----- | ----- |
| Korea Electric Power        | 1978          | Semipro League | ?     | ?     | —             | —             | —               | —               | —           | —           | —     | —     | ?     | ?     |
| ROK Navy (servicio militar) | 1978          | Semipro League | ?     | ?     | ?             | ?             | —               | —               | —           | —           | ?     | ?     | ?     | ?     |
| ROK Navy (servicio militar) | 1979          | Semipro League | ?     | ?     | ?             | ?             | —               | —               | —           | —           | ?     | ?     | ?     | ?     |
| ROK Navy (servicio militar) | 1980          | Semipro League | ?     | ?     | ?             | ?             | —               | —               | —           | —           | ?     | ?     | ?     | ?     |
| ROK Navy (servicio militar) | Total         | Total          | ?     | ?     | ?             | ?             | —               | —               | —           | —           | ?     | ?     | ?     | ?     |
| PSV Eindhoven               | 1980-81       | Eredivisie     | 28    | 6     | ?             | ?             | —               | —               | 4           | 0           | —     | —     | 32    | 6     |
| PSV Eindhoven               | 1981-82       | Eredivisie     | 30    | 4     | ?             | ?             | —               | —               | 2           | 1           | —     | —     | 32    | 5     |
| PSV Eindhoven               | 1982-83       | Eredivisie     | 19    | 1     | ?             | ?             | —               | —               | 1           | 0           | —     | —     | 20    | 1     |
| PSV Eindhoven               | Total         | Total          | 77    | 11    | ?             | ?             | —               | —               | 7           | 1           | —     | —     | 84    | 12    |
| Hyundai Horang-i            | 1984          | K League       | 23    | 3     | —             | —             | —               | —               | —           | —           | —     | —     | 23    | 3     |
| Hyundai Horang-i            | 1985          | K League       | 5     | 1     | —             | —             | —               | —               | —           | —           | —     | —     | 5     | 1     |
| Hyundai Horang-i            | 1986          | K League       | 8     | 0     | —             | —             | 3               | 1               | —           | —           | —     | —     | 11    | 1     |
| Hyundai Horang-i            | Total         | Total          | 36    | 4     | —             | —             | 3               | 1               | —           | —           | —     | —     | 39    | 5     |
| Total carrera               | Total carrera | Total carrera  | 113   | 15    | ?             | ?             | 3               | 1               | 7           | 1           | ?     | ?     | 123   | 17    |

1. 1 2 3  Aparición(es) en el Campeonato Nacional de Corea
2. 1 2 3  Aparición(es) en la Copa del Presidente de Corea
3. 1 2 3  Aparición(es) en la KNVB Cup

#### Selección nacional
Fuente:
| Selección de Corea del Sur | Selección de Corea del Sur | Selección de Corea del Sur |
| Año                        | Part.                      | Goles                      |
| -------------------------- | -------------------------- | -------------------------- |
| 1974                       | 5                          | 1                          |
| 1975                       | 6                          | 1                          |
| 1976                       | 4                          | 1                          |
| 1977                       | 24                         | 13                         |
| 1978                       | 19                         | 4                          |
| 1979                       | 6                          | 5                          |
| 1980                       | 4                          | 2                          |
| 1981                       | 0                          | 0                          |
| 1982                       | 0                          | 0                          |
| 1983                       | 0                          | 0                          |
| 1984                       | 9                          | 0                          |
| 1985                       | 7                          | 4                          |
| 1986                       | 9                          | 1                          |
| Total                      | 93                         | 32                         |

##### Goles internacionales
| No  | Fecha                    | Sede         | Oponente  | Gol     | Resultado  | Competición                                          |
| --- | ------------------------ | ------------ | --------- | ------- | ---------- | ---------------------------------------------------- |
| 1.  | 20 de diciembre de 1974  | Bangkok      | Tailandia | 1 gol   | 3–1 (t.s.) | King's Cup 1974                                      |
| 2.  | 22 de mayo de 1975       | Seúl         | Burma     | 1 gol   | 1–0        | Copa del Presidente 1975                             |
| 3.  | 4 de noviembre de 1976   | Tokio        | Japón     | 1 gol   | 2–1        | Partido Anual Corea-Japón                            |
| 4.  | 14 de febrero de 1977    | Singapur     | Singapur  | 1 gol   | 4–0        | Partido amistoso                                     |
| 5.  | 18 de febrero de 1977    | Manama       | Baréin    | 2 goles | 4–1        | Partido amistoso                                     |
| 6.  | 18 de febrero de 1977    | Manama       | Baréin    | 2 goles | 4–1        | Partido amistoso                                     |
| 7.  | 20 de febrero de 1977    | Manama       | Baréin    | 1 gol   | 1–1        | Partido amistoso                                     |
| 8.  | 16 de julio de 1977      | Kuala Lumpur | Libia     | 3 goles | 4–0        | Pestabola Merdeka 1977                               |
| 9.  | 16 de julio de 1977      | Kuala Lumpur | Libia     | 3 goles | 4–0        | Pestabola Merdeka 1977                               |
| 10. | 16 de julio de 1977      | Kuala Lumpur | Libia     | 3 goles | 4–0        | Pestabola Merdeka 1977                               |
| 11. | 17 de julio de 1977      | Kuala Lumpur | Malasia   | 1 gol   | 1–1        | Pestabola Merdeka 1977                               |
| 12. | 3 de septiembre de 1977  | Seúl         | Tailandia | 2 goles | 5–1        | Copa del Presidente 1977                             |
| 13. | 3 de septiembre de 1977  | Seúl         | Tailandia | 2 goles | 5–1        | Copa del Presidente 1977                             |
| 14. | 5 de septiembre de 1977  | Daegu        | India     | 2 goles | 3–0        | Copa del Presidente 1977                             |
| 15. | 5 de septiembre de 1977  | Daegu        | India     | 2 goles | 3–0        | Copa del Presidente 1977                             |
| 16. | 4 de diciembre de 1977   | Busan        | Hong Kong | 1 gol   | 5–2        | Eliminatorias para la Copa Mundial de Fútbol de 1978 |
| 17. | 13 de septiembre de 1978 | Daegu        | Baréin    | 1 gol   | 3–1        | Copa del Presidente 1978                             |
| 18. | 12 de diciembre de 1978  | Bangkok      | Kuwait    | 1 gol   | 2–0        | Juegos Asiáticos de 1978                             |
| 19. | 25 de diciembre de 1978  | Manila       | Macao     | 1 gol   | 4–1        | Clasificación para la Copa Asiática 1980             |
| 20. | 29 de diciembre de 1978  | Manila       | China     | 1 gol   | 1–0        | Clasificación para la Copa Asiática 1980             |
| 21. | 8 de septiembre de 1979  | Seúl         | Sudán     | 1 gol   | 8–0        | Copa del Presidente 1979                             |
| 22. | 12 de septiembre de 1979 | Daegu        | Sri Lanka | 1 gol   | 6–0        | Copa del Presidente 1979                             |
| 23. | 16 de septiembre de 1979 | Incheon      | Bangladés | 3 goles | 9–0        | Copa del Presidente 1979                             |
| 24. | 16 de septiembre de 1979 | Incheon      | Bangladés | 3 goles | 9–0        | Copa del Presidente 1979                             |
| 25. | 16 de septiembre de 1979 | Incheon      | Bangladés | 3 goles | 9–0        | Copa del Presidente 1979                             |
| 26. | 22 de marzo de 1980      | Kuala Lumpur | Japón     | 1 gol   | 3–1        | Eliminatorias para los Juegos Olímpicos de 1980      |
| 27. | 27 de marzo de 1980      | Kuala Lumpur | Filipinas | 1 gol   | 8–0        | Eliminatorias para los Juegos Olímpicos de 1980      |
| 28. | 6 de abril de 1985       | Seúl         | Nepal     | 2 goles | 4–0        | Eliminatorias para la Copa Mundial de Fútbol de 1986 |
| 29. | 6 de abril de 1985       | Seúl         | Nepal     | 2 goles | 4–0        | Eliminatorias para la Copa Mundial de Fútbol de 1986 |
| 30. | 30 de julio de 1985      | Yakarta      | Indonesia | 1 gol   | 4–1        | Eliminatorias para la Copa Mundial de Fútbol de 1986 |
| 31. | 3 de noviembre de 1985   | Seúl         | Japón     | 1 gol   | 1–0        | Eliminatorias para la Copa Mundial de Fútbol de 1986 |
| 32. | 10 de junio de 1986      | Puebla       | Italia    | 1 gol   | 2–3        | Copa Mundial de Fútbol de 1986                       |

##### Participaciones en fases finales
| Torneo                         | Sede     | Resultado    | Partidos | Goles |
| ------------------------------ | -------- | ------------ | -------- | ----- |
| Juegos Asiáticos de 1978       | Bangkok  | Campeón      | —        | —     |
| Copa Asiática 1984             | Singapur | Primera fase | 0        | 0     |
| Copa Mundial de Fútbol de 1986 | México   | Primera fase | 3        | 1     |
| Juegos Asiáticos de 1986       | Seúl     | Campeón      | —        | —     |

## Palmarés

### Como futbolista

#### Títulos nacionales
| Título                       | Club             | País          | Año  |
| ---------------------------- | ---------------- | ------------- | ---- |
| Copa del Presidente de Corea | ROK Navy         | Corea del Sur | 1979 |
| Copa de la Liga de Corea     | Hyundai Horang-i | Corea del Sur | 1986 |

#### Títulos internacionales
| Título           | Club (*)      | Sede    | Año  |
| ---------------- | ------------- | ------- | ---- |
| Juegos Asiáticos | Corea del Sur | Bangkok | 1978 |
| Juegos Asiáticos | Corea del Sur | Seúl    | 1986 |

(*) Incluyendo la Selección

#### Distinciones individuales
| Distinción                                       | Año  |
| ------------------------------------------------ | ---- |
| Máximo Goleador del Campeonato Nacional de Corea | 1974 |
| Korean Football Best XI                          | 1974 |
| Korean Football Best XI                          | 1977 |
| Korean Football Best XI                          | 1978 |
| Mejor Jugador de la Copa del Presidente de Corea | 1979 |
| Korean Football Best XI                          | 1979 |
| Korean Football Best XI                          | 1984 |
| Futbolista coreano del año                       | 1984 |
| K League 1 Best XI                               | 1984 |
| Korean Football Best XI                          | 1985 |
| Korean Football Best XI                          | 1986 |

### Como entrenador

#### Títulos nacionales
| Título                   | Club            | País          | Año  |
| ------------------------ | --------------- | ------------- | ---- |
| Copa de la Liga de Corea | POSCO Atoms     | Corea del Sur | 1993 |
| Korean FA Cup            | Chunnam Dragons | Corea del Sur | 1997 |
| Korean FA Cup            | Chunnam Dragons | Corea del Sur | 2006 |
| Korean FA Cup            | Chunnam Dragons | Corea del Sur | 2007 |

#### Títulos internacionales
| Título          | Club (*)      | Sede      | Año  |
| --------------- | ------------- | --------- | ---- |
| Campeonato EAFF | Corea del Sur | Chongqing | 2008 |

(*) Incluyendo la Selección

#### Distinciones individuales
| Distinción                           | Año  |
| ------------------------------------ | ---- |
| Mejor Entrenador de la Korean FA Cup | 2006 |
| Mejor Entrenador de la Korean FA Cup | 2007 |
| Entrenador del Año de la AFC         | 2009 |